# Metylester řepkového oleje
Methylester řepkového oleje (zkratka MEŘO, nebo FAME z anglického Fatty acid methyl ester) je látka, která se vyrábí esterifikací. Během této reakce se mísí surový řepkový olej společně s metanolem za přítomnosti alkalických hydroxidů jako katalyzátorů, která probíhá buď za běžné, nebo i zvýšené teploty (v závislosti na zvolené technologii). Získaný MEŘO se izoluje od vedlejšího produktu – surového glycerínu – a čistí. Vedlejším produktem výroby metylesteru je surová glycerínová fáze (GVS), kterou lze použít dále v chemickém průmyslu, nebo může být spalována jako alternativní zdroj energie.
MEŘO se používá jako významné biopalivo do vznětových motorů, kde nahrazuje tradiční fosilní palivo naftu.